# 陸葇
陸葇（1630年—1699年），字次友，浙江嘉興府平湖縣（今浙江省平湖縣）人，明清政治人物、進士出身。
早年清軍攻入平湖時，逮捕其父，陸葇抵達軍前乞求代替父親。將領以手詩示之曰：“你能讀書么？我釋放你的父親。”陸葇朗誦到：“收兵四解降王縛，教子三升上將臺。”并稱：“這是宋人贈給武惠王曹彬的詩。將軍不嗜好殺人，即今日的武惠王。”將軍大喜，帶著其北行，悉心培養，為議婚。此後補諸生，入國學。康熙六年，登進士，管理內秘書院典籍，此後再試博學宏詞，授翰林院編修，參與編撰《明史》，命入直南書房。康熙三十三年，召試翰詹諸臣于豐澤園，清聖祖親置第一，稱：“連試詩文。無出汝右者。”一年內七次升遷，直至內閣學士。此後一年歸鄉。

## 延伸阅读
[在维基数据编辑]
 《清史稿/卷484》，出自趙爾巽《清史稿》